# Conny Vesterlund
Conny Vesterlund, född 1975,  är en svensk innebandyspelare som spelade i AIK. Han har bland annat ett SM-guld med AIK (2005/06). Han är sponsrad av jolly och är en av deras frontfigurer.

Conny lade av efter säsongen 2007/2008
Conny Vesterlund var en av de största stjärnorna i båda klubblaget AIK och i landslaget under åren 2004-2008. Han var känd som en storvuxen powerforward, och fungerade som spets i AIK:s 2-2-1-uppställning, oftast uppbackad av Niklas Jihde bl.a. 
Conny gjorde under fem säsonger i Svenska Superligan/Elitserien 232 poäng.
Han spelade 24 landskamper under sin karriär (14 mål och 11 assist = 25 poäng). 
Under tiden i Fornudden så gjorde han ofta målgesten "Plutonen" vilket är lite av ett signum.
Kallas även för Socker-Conny sägs det.